# 13-й армейский корпус СС
13-й армейский корпус СС (нем. XIII. SS-Armeekorps) — оперативно-тактическое объединение войск СС нацистской Германии периода Второй мировой войны. Создан 7 августа 1944 года в Бреслау из остатков 35-го армейского корпуса вермахта, разгромленного в районе Бобруйска.
Корпус имел приставку «СС» в именовании, но состоял в основном из частей вермахта.

## Боевой путь корпуса
Штаб корпуса был создан 7 августа 1944 г. в Бреслау. Основой для штаба корпуса и корпусных частей послужили части 312-й артиллерийской дивизии. Осенью корпус и подчинённые ему дивизии были расположены в области Саар-Пфальц, рядом с городом Фалкенбург. В конце ноября 1944 г. корпус участвовал в обороне Саара, а в декабре сражался за Мец. В январе 1945 г. корпус участвовал в неудачном немецком наступлении с кодовым названием «Северный ветер». В феврале — марте корпус продолжал обороняться в Сааре. В апреле 1945 г. корпус вместе с 1-й армией был переброшен в Франконию. В Франконии остатки корпуса капитулировали в мае 1945 г.

## Состав корпуса
Ноябрь 1944:
- 17-я моторизованная дивизия СС «Гёц фон Берлихинген»
- 11-я танковая дивизия
- 36-я пехотная дивизия
- 48-я пехотная дивизия
- 347-я пехотная дивизия
- 559-я пехотная дивизия народного ополчения

Март 1945:
- 17-я моторизованная дивизия СС «Гёц фон Берлихинген»
- 19-я пехотная дивизия народного ополчения

Апрель 1945:
- 38-я пехотная дивизия СС «Нибелунген»
- 2-я горнопехотная дивизия
- 212-я пехотная дивизия народного ополчения
- 352-я пехотная дивизия народного ополчения

## Командующие корпусом
- группенфюрер СС и генерал-лейтенант войск СС Герман Присс (7 августа — 20 октября 1944)
- группенфюрер СС и генерал-лейтенант войск СС Макс Зимон (20 октября 1944 — 8 мая 1945)